# Виззутти, Аллен
Аллен Виззутти (англ. Allen Vizzutti; род. 13 сентября 1952, Мизула, Монтана, США) — американский трубач, композитор, педагог.

## Биография
Родился и вырос в Мизуле, Монтана, США. Первые уроки игры на трубе получил от своего отца, Лидо Виззутти, владевшего небольшим музыкальным магазином.
Получил диплом одной из ведущих американских консерваторий, Истменовской музыкальной школы (Рочестер, Нью-Йорк).
Аллен Виззутти выступал со множеством артистов и ансамблей, включая Чика Кориа, Дока Северинсена, «The NBC Tonight Show Band», «The Airmen of Note», «The Army Blues», Чака Манджони, Вуди Германа, Japan's NHK Symphony Orchestra, «The Kosei Wind Orchestra».
Принимал участие в записи саундтреков к более чем 150 фильмам, включая «Назад в будущее», «Звёздный путь», «Рокки 2», «Полтергейст 2», «Огненный лис», «Внезапный удар», «Десятка», «Телевизионные новости», «Электрический всадник», «Тысяча девятьсот сорок первый».

## Аллен Виззутти в России
- Первый и единственный концерт Аллена Виззутти в России состоялся 14 ноября 2010 года в Ростове-на-Дону, куда Виззутти прибыл по приглашению Вадима Вилинова[3]. Аллен Виззутти выступил с ростовским Государственным концертным оркестром духовых инструментов им. В. Н. Еждика ростовской филармонии[4][5]. Концерту предшествовали два дня мастер-классов, проведённых Алленом Виззутти в Ростове-на-Дону[6].
- Из русских классиков Виззутти очень любит Стравинского, Прокофьева, Шостаковича. Из современных российских музыкантов Виззутти отмечает прежде всего трубача Сергея Накарякова[3].